# Annona roxburghiana
Annona roxburghiana este o specie de plante angiosperme din genul Annona, familia Annonaceae, descrisă de Nathaniel Wallich. Conform Catalogue of Life specia Annona roxburghiana nu are subspecii cunoscute.